# Tour de France 2023/9. Etappe
Die 9. Etappe der Tour de France 2023 fand am 9. Juli 2023 statt und endete mit der zweiten Bergankunft der 110. Austragung. Die Strecke startete in Saint-Léonard-de-Noblat und führte über 182,4 Kilometer auf den Puy de Dôme, der nach dem Jahr 1988 wieder ins Programm der Frankreich-Rundfahrt zurückkehrte. Die Etappe stellte eine Hommage an Raymond Poulidor dar, der den größten Teil seines Lebens in St-Léonard verbrachte und sich bei der Tour de France 1964 auf dem Puy de Dôme ein Duell mit Jacques Anquetil lieferte, das in die Tour-Geschichte einging. Nach der Zielankunft hatten die Fahrer insgesamt 1626,8 Kilometer absolviert, was 47,7 % der Gesamtdistanz der Rundfahrt entspricht.
Nach der 9. Etappe wurde der erste Ruhetag in Clermont-Ferrand abgehalten.
Die Etappe gewann der Kanadier Michael Woods (Israel-Premier Tech), nachdem er im Schlussanstieg des Puy de Dôme seine ehemaligen Fluchtgefährten eingeholt und distanziert hatte. Jonas Vingegaard (Jumbo-Visma) verteidigte das Gelbe Trikot, verlor jedoch acht Sekunden auf seinen Kontrahenten Tadej Pogačar (UAE Team Emirates).

## Streckenführung
Der neutralisierte Start erfolgte in Saint-Léonard-de-Noblat auf der Avenue du Champ de Mars in der Nähe des Place du Champ de Mars. Nach wenigen Metern bogen die Fahrer links auf die D13 ab, auf der das Rennen nach 4,3 Kilometern in der Ortschaft L’Artige Vieille freigegeben wurde.
Nach dem offiziellen Start blieben die Fahrer auf der D13 und erreichten bei Cheissoux den Regionalen Naturpark Millevaches en Limousin. Danach führte die Strecke nach Peyrat-le-Château, ehe ein kurzer nicht-kategorisierter Anstieg zum Lac de Vassivière führte, wo nach 30,4 Kilometern der Zwischensprint erfolgte. Die Fahrer umrundeten den See im Süden und gelangten nach Gentioux, wo die Strecke gen Norden drehte und nach Saint-Quentin-la-Chabanne führte. Im Anschluss folgte die Auffahrt auf die Côte de Felletin (660 m), die als Anstieg der 4. Kategorie klassifiziert ist und auf einer Länge von 2,1 Kilometern eine durchschnittliche Steigung von 5,2 % aufwies. Nachdem die Kuppe bei Kilometer 74,8 erreicht worden war, folgte eine kurze flache Abfahrt nach Pontcharraud, ehe die Côte de Pontcharraud (692 m) in Angriff genommen wurde. Auf dieser wurde bei Kilometer 85,7 ebenfalls eine Bergwertung der 4. Kategorie abgenommen, nachdem die 1,8 Kilometer lange Auffahrt mit einer Durchschnittsteigung von 4,6 % absolviert worden war. Nun folgte ein längeres Plateau, das die Fahrer über Crocq und Saint-Avit aus dem Naturpark nach Pontaumur führte. Mit der Côte de Pontaumur (734 m) führt die Strecke nun auf eine Bergwertung der 3. Kategorie, die auf einer Länge von 3,3 Kilometern eine durchschnittliche Steigung von 5,3 % aufweist. Die Kuppe wurde nach 126,2 Kilometern überquert und es folgte ein weiteres Plateau, das über La Goutelle, Pontgibaud und Saint-Ours auf den Col de la Nugére (885 m) führte, der aufgrund seiner geringen Steigungsprozente jedoch nicht kategorisiert war. Im Anschluss absolvierten die Fahrer eine längere Abfahrt, die über Sayat und eine kurze Gegensteigung bei Durtol bis nach Clermont-Ferrand führte, wo der Schlussanstieg begann.
Die Auffahrt auf den Puy de Dôme (1415 m) begann auf der Avenue Raymond Bergougnan und verlief im unteren Teil auf der D941. Auf den ersten fünf Kilometern liegen die Steigungsprozente im Schnitt bei etwas über 7 %, ehe die Straße bei La Baraque abflacht und für rund drei Kilometer mit geringer Steigung nach La Font de l'Arbre führt. Bei einem Kreisverkehr bogen die Fahrer rechts ab und gelangten auf eine kleinere Straße, die auf dem Weg zum Parkplatz des Puy de Dôme einen Kilometerschnitt von 6,6 % aufweist. Nachdem die Schranken am Fuße des Anstiegs passiert worden war, wurde die Straße deutlich schmaler und führte neben der Zahnradbahn auf die Spitze des Kegelbergs, der im Zuge der Auffahrt einmal umrundet wurde. Auf diesen letzten 4,3 Kilometern liegt die durchschnittliche Steigung bei über 11 %. Das Ziel befand sich neben der Bergstation der Zahnradbahn beim Restaurant Le Resto d’Epicure. Insgesamt weist die 13,3 Kilometer lange Auffahrt des Puy de Dôme eine Durchschnittsteigung von 7,7 % auf. Sie war als Bergwertung „hors catégorie“ klassifiziert.
|                              | Ort                     | Kilometer | Länge (km) | Höhe (m) | Ø Steigung |
| ---------------------------- | ----------------------- | --------- | ---------- | -------- | ---------- |
| neutralisierter Start        | Saint-Léonard-de-Noblat | −4,3      |            |          |            |
| offizieller Start            | L'Artige Vieille (D13)  | 0         |            |          |            |
| Zwischensprint               | Lac de Vassivière       | 30,4      |            |          |            |
| Bergwertung (4. Kategorie)   | Côte de Felletin        | 74,8      | 2,1        | 660      | 5,2 %      |
| Bergwertung (4. Kategorie)   | Côte de Pontcharraud    | 85,7      | 1,8        | 692      | 4,6 %      |
| Bergwertung (3. Kategorie)   | Côte de Pontaumur       | 126,2     | 3,3        | 734      | 5,3 %      |
| Bergwertung (hors catégorie) | Puy de Dôme             | 182,4     | 13,3       | 1415     | 7,7 %      |
| Ziel                         | Puy de Dôme             | 182,4     | 13,3       | 1415     | 7,7 %      |

## Rennverlauf
Mit Quinn Simmons (Lidl-Trek) nahm ein Fahrer die 9. Etappe nicht in Angriff. Unmittelbar nachdem das Rennen freigegeben worden war, setzten sich mit Clément Berthet (AG2R Citroën), Michael Woods, Guillaume Boivin (beide Israel-Premier Tech), Gorka Izagirre, Matteo Jorgenson (beide Movistar), Mathieu Burgaudeau, Pierre Latour (beide TotalEnergies), David de la Cruz, Alexei Luzenko (beide Astana Qazaqstan), Neilson Powless (EF Education-EasyPost), Victor Campenaerts (Lotto Dstny), Jonas Gregaard, Jonas Abrahamsen (beide Uno-X) und Matej Mohorič (Bahrain Victorious) 14 Fahrer vom Hauptfeld ab. In der frühen Rennphase versuchten weitere Fahrer, zur Spitzengruppe aufzuschließen, was ihnen jedoch nicht gelang. Beim Zwischensprint am Lac de Vassivière setzte sich Jonas Abrahamsen vor Matej Mohorič durch, ehe sich Jasper Philipsen (Alpecin-Deceuninck) im Hauptfeld den letzten verbliebenen Punkt sicherte. Der Vorsprung der Ausreißergruppe wuchs im weiteren Rennverlauf auf über zehn Minuten an.
Die Bergwertungen auf der Côte de Felletin, Côte de Pontcharraud und Côte de Pontaumur gewann jeweils der US-Amerikaner Neilson Powless, der somit seinen Vorsprung in der Sonderwertung weiter ausbaute. Rund 60 Kilometer vor dem Ziel griff Victor Campenaerts an und versuchte, sich von der Ausreißergruppe abzusetzen. Es folgte eine Serie von Attacken durch unterschiedliche Fahrer, durch die die Spitzengruppe in mehrere Gruppen zerbrach. In Clermont-Ferrand, das am Fuße des Puy de Dôme liegt, führte Matteo Jorgenson das Rennen als Solist an. Dahinter befanden sich Neilson Powless, Mathieu Burgaudeau und Matej Mohorič mit einem Rückstand von rund einer Minute, ehe weitere 30 Sekunden dahinter Clément Berthet, Michael Woods, Victor Campenaerts, Alexei Luzenko, Jonas Gregaard und Pierre Latour folgten. Die Abstände blieben auf den ersten flacheren Kilometern des Schlussanstiegs stabil, ehe die letzten vier Kilometer in Angriff genommen wurden, die im Schnitt nicht unter 11 % fielen. In diesem Abschnitt überholte Michael Woods einen Fahrer nach dem anderen und holte auf den letzten 400 Metern auch den führenden Matteo Jorgenson ein. Der Kanadier forcierte das Tempo erneut und setzte sich auch von dem US-Amerikaner ab, der auf den letzten Metern auch von Pierre Latour und Matej Mohorič gestellt wurde. Michael Woods gewann die Etappe mit einem Vorsprung von 28 Sekunden.
Im Hauptfeld war es die Mannschaft Jumbo-Visma, die das Tempo für den gesamtführenden Jonas Vingegaard bestimmte. Auf den ersten Kilometern dünnten sie das Peloton aus, ehe die letzten steilen Kilometer in Angriff genommen wurden. Bereits auf den ersten Metern der Bergstraße zum Gipfel des Puy de Dôme zerfiel die Favoritengruppe, in der mit Jonas Vingegaard, Sepp Kuss (beide Jumbo-Visma), Tadej Pogačar, Adam Yates (beide UAE Team Emirates), Jai Hindley (Bora-hansgrohe), Carlos Rodríguez, Thomas Pidcock (beide Ineos Grenadiers) und Simon Yates (Jayco AlUla) nur acht Fahrer verblieben. Sepp Kuss hielt das Tempo im Anschluss weiter hoch, sodass auch der Gesamtdritte Jai Hindley und Adam Yates zurückfielen. Rund zwei Kilometer vor dem Ziel fiel der US-Amerikaner nach getaner Arbeit zurück, wodurch das Tempo in der Favoritengruppe etwas zurückging. Simon Yates beschleunigte zwei Mal, ehe Tadej Pogačar 1500 Meter vor dem Ziel angriff. Der Slowene setzte sich gemeinsam mit Jonas Vingegaard ab, der das Hinterrad seines Kontrahenten jedoch nicht halten konnte und mit einer kleinen Lücke folgte. Im Ziel betrug der Vorsprung von Tadej Pogačar auf Jonas Vingegaard acht Sekunden, womit der Däne das Gelbe Trikot verteidigte. Dahinter folgten Simon Yates und Thomas Pidcock, die 43 Sekunden verloren. Carlos Rodríguez erreichte das Ziel neun Sekunden darauf, ehe auch Adam Yates und Jai Hindley die Ziellinie als Solisten überquerten. Die beiden Franzosen David Gaudu (Groupama-FDJ) und Romain Bardet (DSM-Firmenich) verloren im Schlussanstieg mehr als zwei Minuten auf Tadej Pogačar.
In der Gesamtwertung verteidigte Jonas Vingegaard das Gelbe Trikot, lag nun jedoch nur noch 17 Sekunden vor Tadej Pogačar, der weiterhin die Nachwuchswertung anführte. Jai Hindley lag als Dritter zwei Minuten und 40 Sekunden zurück, ehe ihm Carlos Rodríguez mit einem Rückstand von vier Minuten und 22 Sekunden folgte. Thomas Pidcock lag nun hinter den beiden Yates-Brüdern auf dem siebten Gesamtrang. Während David Gaudu und Romain Bardet auf die Plätze acht und zehn abrutschten, verbesserte sich Sepp Kuss auf den neunten Gesamtrang. Neilson Powless baute seine Führung in der Bergwertung weiter aus und lag nun 18 Punkte vor Felix Gall (AG2R Citroën). Jasper Philipsen trug weiterhin das Grüne Trikot des Führenden in der Punktwertung, während sich das Team Bahrain Victorious auf den ersten Rang der Mannschaftswertung schob. Alle 169 Starter erreichten das Ziel, wobei Matteo Jorgenson zum kämpferischsten Fahrer gewählt wurde.

## Ergebnis
| \| Etappenergebnis \| Etappenergebnis \| Etappenergebnis \| Etappenergebnis \| Etappenergebnis \| \| Fahrer \| Fahrer \| Land \| Team \| Zeit \| \| --------------- \| ------------------ \| ------------------ \| ---------------------- \| --------------- \| \| 1. \| Michael Woods \| Kanada \| Israel-Premier Tech \| 4 h 19 min 41 s \| \| 2. \| Pierre Latour \| Frankreich \| TotalEnergies \| + 30 s \| \| 3. \| Matej Mohorič \| Slowenien \| Bahrain Victorious \| + 39 s \| \| 4. \| Matteo Jorgenson \| Vereinigte Staaten \| Movistar Team \| + 39 s \| \| 5. \| Clément Berthet \| Frankreich \| AG2R Citroën Team \| + 55 s \| \| 6. \| Neilson Powless \| Vereinigte Staaten \| EF Education-EasyPost \| + 1 min 23 s \| \| 7. \| Alexei Luzenko \| Kasachstan \| Astana Qazaqstan Team \| + 1 min 39 s \| \| 8. \| Jonas Gregaard \| Dänemark \| Uno-X Pro Cycling Team \| + 1 min 58 s \| \| 9. \| Mathieu Burgaudeau \| Frankreich \| TotalEnergies \| + 2 min 16 s \| \| 10. \| David de la Cruz \| Spanien \| Astana Qazaqstan Team \| + 2 min 34 s \| |                    |                    |                        |                 |
| |                    |                    |                        |                 |
| Quelle: ProCyclingStats |                    |                    |                        |                 |
| Etappenergebnis |                    |                    |                        |                 |
| Fahrer | Fahrer             | Land               | Team                   | Zeit            |
| 1. | Michael Woods      | Kanada             | Israel-Premier Tech    | 4 h 19 min 41 s |
| 2. | Pierre Latour      | Frankreich         | TotalEnergies          | + 30 s          |
| 3. | Matej Mohorič      | Slowenien          | Bahrain Victorious     | + 39 s          |
| 4. | Matteo Jorgenson   | Vereinigte Staaten | Movistar Team          | + 39 s          |
| 5. | Clément Berthet    | Frankreich         | AG2R Citroën Team      | + 55 s          |
| 6. | Neilson Powless    | Vereinigte Staaten | EF Education-EasyPost  | + 1 min 23 s    |
| 7. | Alexei Luzenko     | Kasachstan         | Astana Qazaqstan Team  | + 1 min 39 s    |
| 8. | Jonas Gregaard     | Dänemark           | Uno-X Pro Cycling Team | + 1 min 58 s    |
| 9. | Mathieu Burgaudeau | Frankreich         | TotalEnergies          | + 2 min 16 s    |
| 10. | David de la Cruz   | Spanien            | Astana Qazaqstan Team  | + 2 min 34 s    |

## Gesamtstände
| \| Gesamtwertung \| Gesamtwertung \| Gesamtwertung \| Gesamtwertung \| Gesamtwertung \| \| Fahrer \| Fahrer \| Land \| Team \| Zeit \| \| ------------- \| ---------------- \| ---------------------- \| ------------------ \| ---------------- \| \| 1. \| Jonas Vingegaard \| Dänemark \| Jumbo-Visma \| 38 h 37 min 46 s \| \| 2. \| Tadej Pogačar \| Slowenien \| UAE Team Emirates \| + 17 s \| \| 3. \| Jai Hindley \| Australien \| Bora-Hansgrohe \| + 2 min 40 s \| \| 4. \| Carlos Rodríguez \| Spanien \| Ineos Grenadiers \| + 4 min 22 s \| \| 5. \| Adam Yates \| Vereinigtes Königreich \| UAE Team Emirates \| + 4 min 39 s \| \| 6. \| Simon Yates \| Vereinigtes Königreich \| Team Jayco AlUla \| + 4 min 44 s \| \| 7. \| Thomas Pidcock \| Vereinigtes Königreich \| Ineos Grenadiers \| + 5 min 26 s \| \| 8. \| David Gaudu \| Frankreich \| Groupama-FDJ \| + 6 min 01 s \| \| 9. \| Sepp Kuss \| Vereinigte Staaten \| Jumbo-Visma \| + 6 min 45 s \| \| 10. \| Romain Bardet \| Frankreich \| Team DSM-Firmenich \| + 6 min 58 s \| |                  |                        |                    |                  |
| |                  |                        |                    |                  |
| Quelle: ProCyclingStats |                  |                        |                    |                  |
| Gesamtwertung |                  |                        |                    |                  |
| Fahrer | Fahrer           | Land                   | Team               | Zeit             |
| 1. | Jonas Vingegaard | Dänemark               | Jumbo-Visma        | 38 h 37 min 46 s |
| 2. | Tadej Pogačar    | Slowenien              | UAE Team Emirates  | + 17 s           |
| 3. | Jai Hindley      | Australien             | Bora-Hansgrohe     | + 2 min 40 s     |
| 4. | Carlos Rodríguez | Spanien                | Ineos Grenadiers   | + 4 min 22 s     |
| 5. | Adam Yates       | Vereinigtes Königreich | UAE Team Emirates  | + 4 min 39 s     |
| 6. | Simon Yates      | Vereinigtes Königreich | Team Jayco AlUla   | + 4 min 44 s     |
| 7. | Thomas Pidcock   | Vereinigtes Königreich | Ineos Grenadiers   | + 5 min 26 s     |
| 8. | David Gaudu      | Frankreich             | Groupama-FDJ       | + 6 min 01 s     |
| 9. | Sepp Kuss        | Vereinigte Staaten     | Jumbo-Visma        | + 6 min 45 s     |
| 10. | Romain Bardet    | Frankreich             | Team DSM-Firmenich | + 6 min 58 s     |

| Punktewertung | Punktewertung    | Punktewertung      | Punktewertung            | Punktewertung |
| Fahrer        | Fahrer           | Land               | Team                     | Punkte        |
| ------------- | ---------------- | ------------------ | ------------------------ | ------------- |
| 1.            | Jasper Philipsen | Belgien            | Alpecin-Deceuninck       | 259 P.        |
| 2.            | Bryan Coquard    | Frankreich         | Cofidis                  | 149 P.        |
| 3.            | Mads Pedersen    | Dänemark           | Lidl-Trek                | 143 P.        |
| 4.            | Wout van Aert    | Belgien            | Jumbo-Visma              | 112 P.        |
| 5.            | Tadej Pogačar    | Slowenien          | UAE Team Emirates        | 85 P.         |
| 6.            | Victor Lafay     | Frankreich         | Cofidis                  | 80 P.         |
| 7.            | Jordi Meeus      | Belgien            | Bora-Hansgrohe           | 80 P.         |
| 8.            | Biniam Girmay    | Eritrea            | Intermarché-Circus-Wanty | 77 P.         |
| 9.            | Caleb Ewan       | Australien         | Lotto Dstny              | 73 P.         |
| 10.           | Neilson Powless  | Vereinigte Staaten | EF Education-EasyPost    | 70 P.         |

| Bergwertung | Bergwertung                | Bergwertung        | Bergwertung            | Bergwertung |
| Fahrer      | Fahrer                     | Land               | Team                   | Punkte      |
| ----------- | -------------------------- | ------------------ | ---------------------- | ----------- |
| 1.          | Neilson Powless            | Vereinigte Staaten | EF Education-EasyPost  | 46 P.       |
| 2.          | Felix Gall                 | Österreich         | AG2R Citroën Team      | 28 P.       |
| 3.          | Tobias Halland Johannessen | Norwegen           | Uno-X Pro Cycling Team | 26 P.       |
| 4.          | Ruben Guerreiro            | Portugal           | Movistar Team          | 22 P.       |
| 5.          | Michael Woods              | Kanada             | Israel-Premier Tech    | 20 P.       |
| 6.          | Tadej Pogačar              | Slowenien          | UAE Team Emirates      | 19 P.       |
| 7.          | Jai Hindley                | Australien         | Bora-Hansgrohe         | 19 P.       |
| 8.          | Giulio Ciccone             | Italien            | Lidl-Trek              | 19 P.       |
| 9.          | Jonas Vingegaard           | Dänemark           | Jumbo-Visma            | 18 P.       |
| 10.         | Pierre Latour              | Frankreich         | TotalEnergies          | 16 P.       |

| Nachwuchswertung | Nachwuchswertung           | Nachwuchswertung       | Nachwuchswertung       | Nachwuchswertung  |
| Fahrer           | Fahrer                     | Land                   | Team                   | Zeit              |
| ---------------- | -------------------------- | ---------------------- | ---------------------- | ----------------- |
| 1.               | Tadej Pogačar              | Slowenien              | UAE Team Emirates      | 38 h 38 min 03 s  |
| 2.               | Carlos Rodríguez           | Spanien                | Ineos Grenadiers       | + 4 min 05 s      |
| 3.               | Thomas Pidcock             | Vereinigtes Königreich | Ineos Grenadiers       | + 5 min 09 s      |
| 4.               | Felix Gall                 | Österreich             | AG2R Citroën Team      | + 9 min 29 s      |
| 5.               | Mattias Skjelmose          | Dänemark               | Lidl-Trek              | + 28 min 59 s     |
| 6.               | Mathieu Burgaudeau         | Frankreich             | TotalEnergies          | + 39 min 59 s     |
| 7.               | Matteo Jorgenson           | Vereinigte Staaten     | Movistar Team          | + 46 min 48 s     |
| 8.               | Tobias Halland Johannessen | Norwegen               | Uno-X Pro Cycling Team | + 49 min 25 s     |
| 9.               | Matthew Dinham             | Australien             | Team DSM-Firmenich     | + 59 min 14 s     |
| 10.              | Matis Louvel               | Frankreich             | Arkéa-Samsic           | + 1 h 00 min 12 s |

| Mannschaftswertung | Mannschaftswertung    | Mannschaftswertung           | Mannschaftswertung |
| Team               | Team                  | Land                         | Zeit               |
| ------------------ | --------------------- | ---------------------------- | ------------------ |
| 1.                 | Bahrain Victorious    | Bahrain                      | 116 h 11 min 17 s  |
| 2.                 | Ineos Grenadiers      | Vereinigtes Königreich       | + 44 s             |
| 3.                 | Jumbo-Visma           | Niederlande                  | + 2 min 07 s       |
| 4.                 | UAE Team Emirates     | Vereinigte Arabische Emirate | + 13 min 19 s      |
| 5.                 | AG2R Citroën Team     | Frankreich                   | + 13 min 51 s      |
| 6.                 | Groupama-FDJ          | Frankreich                   | + 16 min 12 s      |
| 7.                 | Bora-Hansgrohe        | Deutschland                  | + 34 min 30 s      |
| 8.                 | Movistar Team         | Spanien                      | + 42 min 51 s      |
| 9.                 | Lidl-Trek             | Vereinigte Staaten           | + 1 h 13 min 22 s  |
| 10.                | Astana Qazaqstan Team | Kasachstan                   | + 1 h 14 min 20 s  |

## Ausgeschiedene Fahrer
- Quinn Simmons (Lidl-Trek): wegen Verletzungen, die er sich beim Sturz bei der 5. Etappe zuzog, nicht gestartet[6]

## Trivia
Aufgrund der strengen Umweltauflagen wurden auf den letzten vier Kilometern des Puy de Dôme keine Zuschauer zugelassen.